# Sherlock Holmes: L'orecchino d'argento
Sherlock Holmes - L'orecchino d'argento (Sherlock Holmes: The Case of the Silver Earring) è un'avventura grafica per PC e Nintendo Wii sviluppata da Frogwares e pubblicata nel 2004 su due CD-ROM.
In Italia, il gioco è uscito per la prima volta nel 2004 distribuito dalla Microïds e sottotitolato in italiano senza il doppiaggio; nel 2007, la Blue Label, nata dalle ceneri della Microïds, ha ridistribuito il gioco nel formato DVG (Digital Video Game), aggiungendo anche il doppiaggio italiano dei personaggi.

## Trama
14 ottobre 1897. Holmes e Watson sono inviati da un certo Lord Cavendish-Smith a Sherringford Hall per un ricevimento organizzato nella villa di Sir Melvyn Bromsby, uno dei più grandi impresari di Londra e gestore di una delle maggiori società di cemento nel Regno Unito, atto a festeggiare il ritorno della figlia Lavinia a Londra. Ma mentre inizia il suo discorso, un annuncio importante per la sua attività, Bromsby viene ucciso a colpi di arma da fuoco sotto gli occhi del detective e di molti testimoni, e tutti accusano la figlia Lavinia, che si trovava circondata da una nuvola di polvere mentre apriva una porta. Holmes inizia subito le indagini, e insieme ad Hermann Grimble, contabile e braccio destro di Sir Bromsby, nota che quest'ultimo aveva redatto un testamento i cui termini erano noti solo al suo amico di vecchia data Horace Fowlett, il quale era atteso nella lista degli ospiti ma non ha raggiunto la reception della villa.
Il giorno dopo, Holmes ritorna alla villa con Watson e l'ispettore Lestrade di Scotland Yard, il quale viene a sapere che Fowlett, che avrebbe dovuto raggiungere la reception, era stato visto il giorno prima lasciare la sua casa a Flatham nel cuore della notte e raggiungere la stazione. Holmes decide quindi di andare da Fowlett mandando Watson a ispezionare la stazione di Flatham; nella casa di Fowlett, Holmes trova il contenuto del testamento di Bromsby, scritto a favore di Hermann Grimble alla sola condizione che Lavinia non si sposi, e una lettera di Bromsby a Fowlett nella quale l'imprenditore sospettava di recente che Grimble fosse accusato di appropriazione indebita, il che devia tutti i sospetti sul contabile. Nella cantina di casa, inoltre, Holmes scopre il cadavere di Fowlett.
Watson raggiunge Holmes e gli comunica che, secondo il conduttore, due uomini sono saliti insieme sul treno alla stazione di Flatham la sera dell'omicidio di Fowlett; uno dei due uomini aveva i capelli rossi, e a Sherringford Hall Holmes scopre che anche il nipote di Bomsby, un delinquente di nome Wyatt Collins che ha scontato una pena detentiva in Brasile, aveva i capelli rossi. Dopo aver notato un certo interesse reciproco tra Lavinia e il giovane tenente Herrington, Holmes apre una cassaforte contenente un messaggio minaccioso scritto da un certo Dwight Richards, proprietario del Fairfax Theatre, ora in disuso, situato su un terreno appartenente ai cementifici di Bromsby e dove si trova anche l'ufficio di Grimble. Nell'ufficio del contabile, Holmes trova diversi messaggi minacciosi inviati da Wyatt Collins, ma non riesce a entrare nel Fairfax Theatre; tornato a Baker Street, scopre poi dagli Irregulars della strada che un uomo dai capelli rossi simile a quello visto alla stazione di Flatham è entrato nel Fairfax Theatre, e decide di andarci con Watson nel cuore della notte. All'interno viene scoperto un cadavere ricoperto di calce, con in tasca un passaporto con il nome di Johanssen e una bottiglia di Richmond Abbey; mentre lasciano il teatro, vengono assaliti da tre uomini armati di coltelli e guidati da un uomo asiatico, riuscendo però a scappare.
Il giorno successivo, Lestrade annuncia che le banche hanno congelato le finanze della società di Bromsby, i lavoratori disertano i suoi cementifici e la City è preoccupata per le sorti dell'azienda; Holmes afferma che l'uomo asiatico che lo ha aggredito la sera prima è un ex membro della compagnia Fairfax Theatre. L'ispettore scopre poi che Simon Hunter, barista dell'agenzia di Hartford che aveva organizzato il banchetto a Sherringford Hall, è stato ucciso di notte in casa sua, e Holmes ritiene che ciò sia collegato con l'omicidio di Bromsby. Dopo aver trovato pochi indizi in casa sua, Holmes si dirige all'abbazia di Richmond, ma una mano criminale, per tentare di distruggere indizi nascosti in un rifugio sotterraneo, provoca un incendio che il detective è costretto a spegnere, per poi trovare un messaggio minatorio scritto dal figuro rimasto nel suo nascondiglio, della quale si riconosce la calligrafia di Wyatt Collins. Gimble avverte intanto Watson di star cedendo tutti i diritti sulla tenuta di Bromsby, il che sembra togliergli ogni sospetto.
Il giorno dopo ancora, Holmes apprende da degli attori, che stano tornando a Londra, che durante i tre anni di tournée internazionali si è verificato in Brasile un caso di scomparsa di Veronica Davenport, affascinante moglie di Richards dall'orecchino d'argento, e dell'agente Jeffriers, forse uccisi da Richards stesso per gelosia sentimentali, anche se non se ne sono mai trovate le prove. Dietro le quinte del teatro di Fairfax, il detective osserva che manca un travestimento militare, e collega un falso bottone di una tuta militare trovato la notte dell'omicidio a Sherringford Hall.
Holmes ritorna allora nella villa e dà le soluzioni finali: la sera dell'omicidio di Sir Bromsby, un attore professionista si è finto uno dei militari invitati alla festa, mentre quello vero era nascosto in un corridoio; l'attore si era prima travestito da maggiordomo, ma era stato scoperto da Simon Hunter, che aveva quindi ucciso. Lavinia è innocente, in quanto, al momento di baciarle la mano, Holmes non ha trovato tracce di polvere da sparo. L'assassino di Sir Bromsby e Simon Hunter è il tenente Herrington, mentre l'attore che gli ha permesso di avere un alibi è Jeffries, che era stato dato per ucciso in Brasile, ed era invece scomparso dalla circolazione dopo aver ucciso Veronica Davenport. Per progettare l'omicidio di Bromsby, i due uomini avevano inizialmente collaborato con il nipote Wyatt Collins; i tre si erano conosciuti in Brasile, dove il tenente aveva prestato brevemente servizio come direttore della prigione. Jeffries era invero innamorata di Veronica, ma nutriva per lei un rapporto malato non ricambiato; alla fine, l'aveva uccisa dopo essersi ubriacato, poi si era rinsavito e aveva raggiunto Herrington, che era da poco diventato suo amico. Da parte sua, Collins sapeva che avrebbe ottenuto parte dell'eredità di Bromsby se quest'ultimo fosse morto, e, per accertarsi delle sue disposizioni testamentarie, era entrato con Jeffries da Fowlett il giorno prima del ricevimento a Sherringford Hall, ma l'operazione è andata male e Collins ha ucciso Fowlett. Morti lui e Bromsby, Harrington, che è intanto riuscito a corteggiare l'ereditiera Lavinia per poterla sposare, desiderava eliminare Collins per prendersi tutta l'eredità, anche perché non aveva più bisogno di lui; Collins è stato dunque ucciso da Jeffries al teatro Fairfax e il suo corpo è stato trovato con un passaporto falso corrispondente al nome che aveva preso per lasciare il Brasile e tornare in incognito in Inghilterra, così come Jeffries, che aveva preso il nome di Spencer per diventare il cameriere di Herrington stesso. Prima del suo assassinio, Collins era rimasto vicino all'abbazia di Richmond e Jeffries aveva dato fuoco ai resti del suo accampamento per cancellare qualsiasi prova, anche se invero era rimasto qualcosa che, come sempre, non era affatto sfuggito agli occhi di Holmes. Rendendosi conto di essere stati scoperti, i due assassini sopravvissuti tentano invano di costringere Holmes di dire loro dove si trova l'orecchino d'argento, ma vengono presi e portati via da Scotland Yard. Dopo alcune spiegazioni finali a Baker Street, Holmes offre a Watson di andare all'opera, sperando in una serata più tranquilla.

## Modalità di gioco
Il gioco è un'avventura interattiva punta e clicca in terza persona controllato con il mouse, dove il giocatore veste i panni di Holmes e Watson. È possibile spostarsi in determinati punti anche cliccando due volte col tasto sinistro del mouse, facendoli correre, mentre il tasto destro apre l'inventario, dove sono sempre presenti una lente d'ingrandimento, un metro a nastro, una provetta e un taccuino che contiene documenti e un'analisi delle prove fisiche.

## Doppiaggio
| Personaggio                                                                                                 | Doppiatore italiano |
| --- | ------------------- |
| Sherlock Holmes                                                                                             | Claudio Moneta      |
| Dott. John Watson Goblet                                                                                    | Diego Sabre         |
| Ispettore Lestrade Tenente Hames Herrington Lamb Satterwaithe Capostazione Agente Appleby                   | Luca Bottale        |
| Lavinia Bronsby Wiggins                                                                                     | Donatella Fanfani   |
| Herman Grimble Grant Sweetney Maggiore Lockhart Colonnello Patterson Carl Patterson O'Gohan Dwight Richards | Riccardo Rovatti    |
| Miss Lambert Mary Miss Sullivan Doris                                                                       | Stefania Patruno    |
| Sir Melvin Bromsby Medico Agente Fletcher Graham Frate Philotomy Kirby Adam Poole                           | Silvano Piccardi    |
| Scott Brimms Simon Hunter Hurley Giullare Bruce Aston Raleigh Wilcox Spencer/Jeffrey                        | Paolo De Santis     |
| Miss Rountree Sue Miss Carolyn Small                                                                        | Donatella Fanfani   |

## Colonna sonora
La colonna sonora è composta da brani totalmente originali, ad eccezione di quattro pezzi musicali tratti da musicisti del tardo Romanticismo:
- Robert Schumann - Quartetto al pianoforte in Mi bemolle maggiore, Op. 47, II. Scherzo: Molto vivace
- Pëtr Il'ič Čajkovskij - Souvenir d'un lieu cher, Op. 42, III. Mélodie ("Chant sans paroles")
- Antonín Dvořák - Humoresque in Sol bemolle maggiore, n. 7, Op. 101 (Per pianoforte, violino e violoncello)
- Edvard Grieg - Sonata di Violino n. 2 in Sol maggiore, Op. 13, III. Allegro animato

## Accoglienza

### Vendite
Secondo Christopher Kellner dell'editore tedesco DTP Entertainment, il gioco è stato un gran successo commerciale in Germania. Insieme a titoli come The Black Mirror e The Moment of Silence, ha contribuito allo splendore dell'editore nel 2004. Anche il suo editore britannico Digital Jesters ne ha annunciato le vendite positive nel 2004. Tra il 21 e il 28 agosto, il gioco è arrivato al 14º posto tra i titoli per PC più venduti nel Regno Unito stando a Chart-Track. Ha mantenuto tale posizione per un'altra settimana, per poi cadere al 20º posto nella successiva, e infine uscire dalla classifica.
Frogwares ha stimato una vendita di 50 000 copie per L'orecchino d'argento nel gennaio 2005, un numero forte per il genere d'avventura ma poco soddisfacente per sé. Nel tardo 2006, il gioco e il suo predecessore, Il mistero della mummia, hanno venduto un totale di 500 000 copie in Europa. I primi quattro titoli di Sherlock Holmes della Frogware (ossia i medesimi due giochi, Il risveglio della divinità e Il Re dei Ladri) hanno venduto almeno un milione e mezzo di copie nel febbraio 2009. Secondo la Frogwares, L'orecchino d'argento ha venduto da solo 500 000 copie in tutto il mondo nel maggio 2010.

### Critica
| Testata                            | Versione | Giudizio  |
| ---------------------------------- | -------- | --------- |
| GameRankings (media al 31-10-2020) | PC       | 70.23%    |
| Metacritic (media al 31-10-2020)   | PC       | 68/100    |
| 1Up.com                            | PC       | B         |
| Adventure Gamers                   | PC       | [ 15 ]    |
| CGW                                | PC       | [ 16 ]    |
| GameSpot                           | PC       | 7.3 of 10 |
| GameSpy                            | PC       | [ 18 ]    |
| IGN                                | PC       | 8.3/10    |
| PC Format                          | PC       | 46%       |
| PC Gamer (US)                      | PC       | 24%       |
| The Times                          | PC       | [ 22 ]    |

La versione PC del gioco ha ricevuto un'accoglienza altalenante, con un 70.23% su GameRankings e un 68/100 su Metacritic.